# 布勒达蒙
布勒达蒙（法語：Boule-d'Amont，法語發音：[bul damɔ̃] ⓘ）是法国东比利牛斯省的一个市镇，属于普拉德区。

## 地理
布勒达蒙（42°34'46"N, 2°36'49"E）面积23.22 平方千米，位于法国奧克西塔尼大區东比利牛斯省，该省份为法国大陆部分最南部的省份，涵盖了北加泰罗尼亚，北起奥德省，西接阿列日省和安道尔，南与西班牙接壤，东临地中海。
与布勒达蒙接壤的市镇（或旧市镇、城区）包括：布勒泰内尔、卡斯法布尔、卡沙斯、普吕内和贝尔皮奇、拉巴斯蒂德、格洛里亚讷、罗代斯。

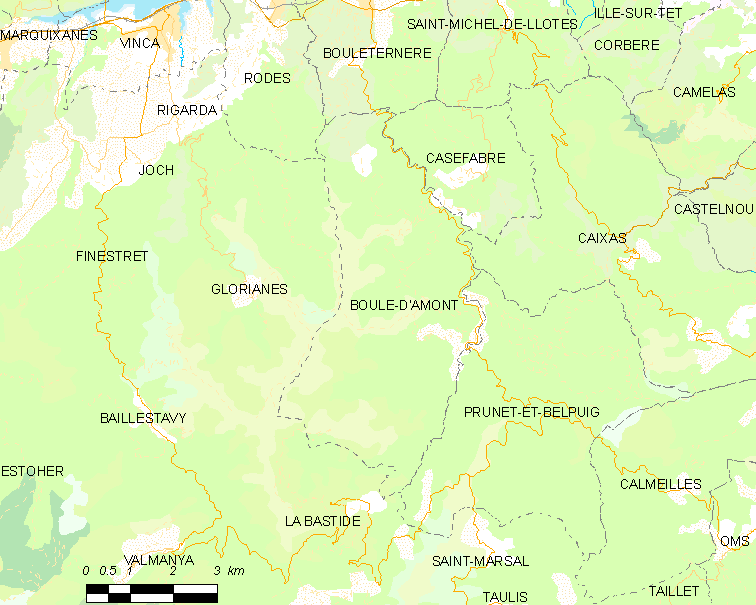
布勒达蒙的OSM定位图

布勒达蒙的时区为UTC+01:00、UTC+02:00（夏令时）。

## 行政
布勒达蒙的邮政编码为66130，INSEE市镇编码为66022。

## 政治
布勒达蒙所属的省级选区为勒卡尼古县。

## 人口

1962-2008年间布勒达蒙人口变化图示

布勒达蒙于2022年1月1日时的人口数量为64人。